# Архітектор Йосип Каракіс
«Архіте́ктор Йо́сип Кара́кіс» (рос. «Архите́ктор Ио́сиф Кара́кис») — документально-біографічна монографія про архітектора Йосипа Каракіса (1902—1988), написана і складена Олегом Юнаковим, що вийшла друком російською мовою 2016 року у видавництві «Алмаз».
Редактором видання виступила кандидат архітектури Ірма Каракіс. Рецензенти — народний архітектор України, доктор архітектури, професор Микола Дьомін, кандидат архітектури, член-кореспондент  Української академії архітектури Ігор Безчастнов, кандидат архітектури, Гарі Беркович (AIA, NCARB).
Монографію було рекомендовано до друку Президією Української академії архітектури. 
Книзі була присуджена Міжнародна літературна премія імені Миколи Гоголя «Тріумф». Невдовзі після виходу книга викликала значний резонанс у пресі та стала предметом обговорення в архітектурних і літературних колах як в Україні, так і за її межами.

## Історія створення
Вихід монографії, як зазначають журналісти Леонід Школьник і Наталія Мавроді, планувалося до 110-річчя архітектора, але видання з'явилося до його 115-річчя. Автор книги Олег Юнаков сам створив і її макет. Науковим консультантом і редактором книги стала дочка Йосипа Каракіса — кандидат архітектури Ірма Каракіс.
При роботі над книгою допомагали три рецензента — народний архітектор України, доктор архітектури, професор Микола Дьомін, кандидат архітектури, член-кореспондент  Української академії архітектури Ігор Безчастнов, кандидат архітектури Гарі Беркович (AIA, NCARB).
Книгу надруковано в Києві в Україні видавництвом «Алмаз» (Нью-Йорк) наприкінці 2016 року. Автор прагнув максимально розкрити тему творчості Йосипа Каракіса, а також зберегти і зробити доступним сімейний архів зодчого.
Під час роботи над книгою Олег Юнаков побував у тих місцях, де працював Каракіс. Автор взяв інтерв'ю в тих, хто був знайомий з архітектором або пов'язаний з його творчістю — наприклад, у письменника Олександра Каневського, архітектора Олександра Рапопорта в Торонто. У Ташкенті відвідав школу № 110, споруджену за проектом Каракіса. У Чикаго письменник зустрічався з колишнім учнем Каракіса — архітектором Михайлом Будиловським, який 1951 року підписав на захист Каракіса «Лист тринадцяти». У Кельні спілкувався з Олександром Кияновським, який брав участь у реконструкції Будинку офіцерів у Енгельсі. У Нью-Йорку знайшов Арона Блайваса і Григорія Калюжнера, листувався з Павлом Вігдергаузом із Донецька. Також автору вдалося в Узбекистані знайти могилу Юлія Каракіса — батька Йосипа Каракіса, точне місцезнаходження якої родині архітектора не було відомо.
Видання монографії викликало широкий резонанс. Незважаючи на те, що Йосип Каракіс був одним із найбільш плідних архітекторів України, творчість його в повній мірі не було вивчено. Інтерес до майбутньої книги був ще до її виходу. За словами Галини Войцеховської, директора Державної наукової архітектурно-будівельної бібліотеки імені В. Г. Заболотного, ця книга була довгоочікуваною для архітектурної громадськості. Вихід книги супроводжувався кількома анонсами. Монографія потрапила в книжкові огляди в Україні та Росії (наприклад, у журналі «Антиквар», у газеті «Сегодня») і була рекомендована читачам (наприклад, Тверським центром книги і читання, у журналі «Салон» та ін.).
Наприкінці 2016 року в Києві відбувся ряд презентацій: 13 листопада в клубі «Кияни» було первинне ознайомлення з виданням, 15 листопада першу презентацію проведено в Державній науковій архітектурно-будівельній бібліотеці імені В. Г. Заболотного, а потім 17 листопада — у музеї Шолом-Алейхема та 19 листопада — у клубі прихильників книги «Субота у Бегемота» в Національній бібліотеці України імені Ярослава Мудрого. 
6 червня 2017 року презентація відбулась у Київському національному університеті будівництва і архітектури.
Автор монографії в одному з інтерв'ю зазначив, що він продовжує шукати матеріал про Йосипа Каракіса і не виключає, що в майбутньому побачить світ друге видання книги.

## Опис книги
Фоліант розміром 210×279 см виконаний у твердій палітурці, у ньому на 544 сторінках крейдованого паперу розміщено понад 1100 ілюстрацій, абсолютну більшість яких опубліковано вперше. Критики, серед іншого, позитивно відзначають поліграфічне виконання книги, якість паперу та її сучасний дизайн. Кольоровий форзац книги зроблено у вигляді колажу з фотографій основних реалізованих будівель митця в Києві, знайомих кожному киянину.
Саму книгу створено в альбомному варіанті і це, на думку критиків, виправдано великою кількістю унікальних ілюстрацій. Вони включають у себе фотографії з архіву зодчого, акварелі, архівні довідки та постанови, фотографії будівель і проектів. Ілюстрації, а особливо акварелі і пейзажні замальовки, на думку одеського журналіста Євгена Голубовського, додають книзі ліричних нот. Додатковий і ілюстративний матеріал, а також усі виноски майже завжди розміщено на одному розвороті з основним текстом. Оповідь у книзі викладено в хронологічному порядку.
Монографія містить унікальний матеріал, який раніше був доступний тільки в сімейному архіві митця. На думку критиків «книга буде корисна читачам різного віку, різних професій і навіть різних політичних поглядів». Російський архітектор професор Юрій Бочаров зазначає, що книга «важлива і цікава не тільки розповіддю про висококласну архітектуру як таку, але є яскравою ілюстрацію можливостей справжньої творчості в найскладніших і незвичайних ситуаціях, з якими всі ми змушені постійно стикатися в житті». Ряд рецензентів відзначають величезну кількість посилань на джерела.

### Зміст
Зміст книги для легкості сприйняття розділено на чотири головних частини з докладними підрозділами: 
1. Слово про Йосипа Юлійовича Каракіса — спогади і враження про зодчого і часи, коли він творив, написані близькими друзями і соратниками — Миколою Дьоміним, Віктором Чепеликом, Михайлом Будиловським і Йоном Дегеном[1].
2. Біографія і творчий шлях — поетапне висвітлення життєвого і творчого шляху архітектора. Систематизація численних проектних робіт, документів, фотографій будівель[1].
3. Оцінки творчості архітектора — позитивні відгуки та критичні суперечливі «претензії» по роботах архітектора[1].
4. Творча спадщина і пам'ять про Йосипа Каракіса — обрані публікації, основні реалізовані проекти, художні роботи, нездійснені проекти, неопубліковані роботи, хроніки святкування 90-річного ювілею Каракіса та інші дані[1].

А також дві допоміжні частини:
1. Додатки.
2. Список ілюстрацій і покажчик імен.

У книзі описується не лише творчість архітектора, але й розповідається про деякі періоди нелегкої його долі. Видання наводить 628 джерела інформації про Йосипа Каракіса.

### Аудиторія
Критики відзначають, що книга може бути цікавою «навіть тим, хто зовсім не захоплений вивченням радянської архітектури і ніколи не був в Україні і в інших країнах і містах, де працював архітектор». Матеріал викладений у монографії ймовірно буде цікавий кожному культурній людині, який зможе побачити в книзі щось для нього близьке.
Фоліант через спогади і документи дозволяє зануритись у насичене подіями життя чудового представника радянської цивілізації. Незважаючи на академічність і обсяг монографії вона читається з інтересом.

## Екранізації
За книгою було відзнято кілька телевізійних передач:
- «Кієвотека. Київські портрети. Останній з Київських грандів. Йосип Каракіс» [Архівовано 21 серпня 2017 у Wayback Machine.]. Прем'єра передачі відбулася 18 лютого 2017 року 20:00 в ефірі українського «Центрального каналу» (повтор 19 лютого 2017 року о 04:30 ранку і о 12:00 дня).[15] На каналі «Культура» дебют передачі був 2 квітня 2017 року о 18:20[37][38][39] (а потім повтор 3 квітня о 8:05 ранку[40][41]).
- «Останній з Київських грандів. Йосип Каракіс» [Архівовано 21 серпня 2017 у Wayback Machine.]. Прем'єра була на українському «Центральному каналі» 17 березня о 14:20 та повтор 18 березня о 3 годині ранку[42] (потім повтор 9 квітня о 23:20[43][44], і в інші дати).

Матеріали книги були використані також у передачі «ТОП Міста — Каракіс» [Архівовано 27 лютого 2017 у Wayback Machine.] на кам'янському міському телеканалі «ТРК МІС».

## Критика
В наши дни пришла награда,

Стали про него писать,

В честь его большого вклада,

Оживил Олег печать.

Памятник ему повсюду,

В виде тысяч школ, домов,

Список вспоминать не буду

Зданий разных городов.
Оцінки критиків в основному різняться від позитивних до вкрай позитивних. В цілому, критики відзначають неупередженість автора книги, систематизацію матеріалу, велика кількість джерел і фотографій, введення в обіг нового матеріалу. Зокрема, в обіг введено маловідомі, а часом і зовсім невідомі широкому загалу факти й документи, які додають несподівані штрихи до опису відомих архітектурних об'єктів.

### Літературознавча
Першою рецензією на монографію про Йосипа Каракіса стала розгорнута стаття Євгена Голубовського в газеті «Всесвітні одеські новини». Крім досить детального опису книги Євген Голубовський, зокрема, зазначає, що розділ «Конкурс на проект меморіалу в Бабиному Яру (Київ)», на його погляд, один із найдраматичніших в книзі. Він також згадує, що був знайомий з праведником Бабиного Яру Юрієм Асєєвим, якого, за словами Голубовського, Олег Юнаков неодноразово цитує у своїй монографії. На думку Голубовського, історію боротьби за збереження пам'яті про трагедію Бабиного Яру в книзі описано дуже докладно. У підсумку він називає книгу чудовою.
Журналіст і письменник Станіслав Цалик вважає, що хорошого архітектору має пощастити два рази — перший раз з реалізацією творчого таланту, а другий раз з біографом. Він зазначає, що Каракісу пощастило з біографом, якому вдалося те, що вдається небагатьом. Цалик згадує не тільки скрупульозний збір інформації Олегом Юнаковим. Автор книги вибрав найправильніший, на думку Цалика, варіант роботи над книгою, який полягає в дистанціювання від героя оповідання та опис без самостійного оцінного судження. Юнаков, хоч і симпатизує герою книги, але робить це зі збереженням нейтральності і без будь-якого нав'язування своєї думки, дозволяючи висновки робити читачеві. Відхід від принципу нейтральності був лише раз при спростуванні несправедливих докорів, висловлених на адресу вже покійного архітектора, проте відповідь наклепникам автор надав, спираючись на реальні факти, а не на вигадки. Позитивно відзначено прийом порівняння архівних і сучасних фотографій об'єктів, а також Станіслав Цалик вважає вельми інформативними спеціальні вставки — розширені текстові коментарі на фотографіях і величезну кількість скрупульозних посилань на джерела інформації, що підтверджують добротність роботи автора. Станіслав Цалик згадує, що було б цікаво дізнатися, хто жив у будівлях, побудованих за типовими проектами Каракіса. Він також зазначає деякі знахідки Олега Юнакова, які раніше були помічені істориками, наприклад про спільну роботу Йосипа Каракіса і Алли Горської. На додаток він також особливо відзначає інформацію про участь Йосипа Каракіса в конкурсі проектів пам'ятника в Бабиному Яру. Цалик резюмує, що книга, на його думку, «чудова за змістом».
У газеті Київського національного університету будівництва і архітектури (у минулому — Київський інженерно-будівельний інститут), в якому Йосип Каракіс працював кілька десятків років, вийшли ряд відгуків про книгу. Михайло Кальницький вважає, що «праця заслуговує найдобріших слів, матеріал дуже ґрунтовний і містить масу нового». Анатолій Кончаковський поділився інформацією про те, що книга викликала великий інтерес присутніх київського бібліофільських клубу «Субота у Бегемота».
Російський поет і публіцист Сергій Каратов вважає, що видання цілком може вписатися в книжкову серію ЖЗЛ і доповнює, що в цій книзі на відміну від типових книг серії, де скасований архів, надаються різні документи і довідки. Критик відзначає неупередженість автора книги під час вивчення представлених у монографії матеріалів, що він посилається на думки інших архітекторів, документи з архівів, і більше ніж 500 публікацій. Зазначаючи об'єктивність і неупередженість суджень Юнакова, він підкреслює, що позиція такого роду особливо важлива в нинішніх складних відносинах, що склалися в Україні. Сергій Каратов описуючи зміст монографії радить читачам і самим прочитати книгу, а після того, як сам її повністю прочитав, він перейнявся долею Йосипа Каракіса і присвятив йому один зі своїх віршів.
Йому вторить і літературний критик Тетяна Кайсарова. Вона відзначила, що характерна риса автора — безсумнівна відданість фактам і копіткий збір справжніх матеріалів, а саму книгу виконано в доступній навіть непідготовленому читачеві манері. Критик позитивно відзначає збір автором численних спогадів сучасників про зодчого. Тим часом, на її думку, біографічні матеріали (з розділів 5 «Додатки» і 2.1 «Ранні роки») могли бути більш затребуваними в окремій монографії. Кейсарова позитивно відзначає альбомний формат книги і резюмує, що «поява настільки ретельних досліджень творчості найдостойніших представників культури і їх спадщини не дозволять сучасній культурі розчинитися в небутті»..
Поет і публіцист Сергій Арутюнов зазначає, що книга є фундаментальним дослідженням долі і вона озброєна проти упереджених поглядів критичною масою наведених з сімейного архіву документів. Він підкреслює, що монографія не виділилася би з ряду аналогічних робіт про архітекторів, якби не важлива обставина: «книга цілісно і предметно відповідає на питання про те, які елементи є основними в біографії не просто зодчого, але зодчого видатного».
Літературний критик і публицист Микола Подосокорський зазначає, що ця книга — це «ретельно продуманий і зі смаком виконаний літературно-архітектурний пам'ятник з великим довідковим апаратом, докладною бібліографією, усілякими таблицями, покажчиками, документами, додатками тощо. Можна сказати, що це видання — справжній гімн архітектурі, виконаний з великою любов'ю до об'єкта вивчення. Такого роду книги завжди коштували в усіх сенсах дорого і були справжньою прикрасою домашніх бібліотек». Одночасно він вважає, часом не вистачає відстороненості від наведених автором чужих спогадів, частина з яких може здатися трохи ідеалізованими. Подосокорскій пише, що принцип роботи над створенням фундаментальної монографії з довгим вивченням інформації про архітектора, відвідуванням різних країн, де є будівлі Каракіса, вивченням літератури і знаходженням очевидців подій заслуговує на повагу. Він зазначає, що книга є роботою над самим собою і тренуванням можливості розкривати цілий всесвіт нового за допомогою обраної теми, при тому що автору це цілком вдалося. У книзі є чимало історій про життя архітектора, які роблять розповідь про його творчість «воістину живим і гуманістичним», а сама монографія, хоч і є цілою енциклопедією про одну людину, читається легко.
Літературний критик Сергій Казначеєв на сторінках «Литературной газеты» зазначив, що «коли вивчаєш капітальну працю, що оформилася в класний альбом, створений зусиллями автора-упорядника Олега Юнакова і його редактора-консультанта Ірми Каракіс, то мимоволі спадає думка: перед нами — екзотичний гібрид енциклопедичного видання, присвяченого конкретній непересічній особистості, і сімейного альбому».
Журналіст Євген Єрмолін у своїй рецензії написав: «Написана Олегом Юнакова творча біографія талановитого і плідного архітектора радянської епохи Йосипа Юлійовича Каракіса дає привід усвідомити, що не лише архітектурні об'єкти, що неповно або частково збереглися до нашого часу, а тільки така докладна, ретельна в деталізації художньої пам'яті, у фіксації творчої спадщини монографічна робота здатна уявити реальний зміст радянської архітектурної історії». Критик називає книгу змістовною і продуктивною «тінню», яка в книжковому форматі відкинута щезаючих з нинішньої реальності об'єктів (спотворених початкових авторських задумів будівель).

### Архітектурознавча
Кандидат архітектури, доцент Лариса Рубан відзначає, що автором була пророблена колосальна робота по створенню книги, і згадує унікальність того, що у Олега Юнакова не тільки виявилися безцінні матеріали сімейного архіву Йосипа Каракіса, але автор їх ретельно проаналізував і структурував. Перше враження було, що книгу приємно тримати в руках і читати. З позитивного боку відзначена розгорнута в часі структура книги, яка на думку кандидата архітектури фундаментально підходить для видань даної спрямованості. Матеріал є різнобічним і його доповнюють документи з хорошим супровідним текстом. У книзі є численні спогади сучасників зодчого, а також і нереалізовані проекти та неопубліковані думки його самого. Кожен часовий період в книзі описано з логічною ясністю і професійної періодизацією. Критик описує цінність особистих заміток Каракіса, наведених у книзі, і зазначає, що проектні матеріали є архівним даром для студентів архітектури, оскільки вони мають високу історико-навчальне значення. Окремо критика вразив і захопив курс Каракіса «Мости і гідротехнічні споруди», описаний у виданні. Книга оцінена як «справжній архівний скарб, який побачив світ», а «потенціал представленого історико-архітектурного матеріалу воістину колосальний». Лариса Рубан вважає, що книга не тільки може мати прекрасне майбутнє, а й надає ґрунт для творчого введення спадщини зодчого.
Член-кореспондент Української академії архітектури Галина Войцеховська висловила думку, що науковому співтовариству відомо, що проводити дослідження творчості персоналій є не простим заняттям через те, що часто людей, з якими можна перевірити факти, уже немає в живих, і не збереглися особисті архіви. У даному випадку документальна пам'ять збереглася завдяки його нащадкам і однодумцям. Особливо важливим фактом при підготовці книги, на її погляд, було те, що редагування книги здійснила дочка архітектора, а рецензування провели три архітектора. Вона теж підкреслює скрупульозність збору інформації автором книги.
Архітектурознавець професор Андрій Пучков згадує, що Олег Юнаков блискуче виконав роботу по написанню монографії про Йосипа Каракіса, яка «виключно цікава за матеріалом і майстерним викладом».
Професор Євген Рейцен зазначає, що «Книгу-фоліант потрібно не тільки читати, а й вивчати: архітекторам, інженерам, ученим, які прагнуть пізнати істину в історії становлення та розвитку архітектури, особливо в Україні та, зокрема, в стольному граді Києві, де пішов у вічність великий Архітектор Йосип Юлійович Каракіс». Крім цього він присвятив виходу монографії акровірш. Архітектор Віра Іванівна Райко (1925—2017) на честь презентації книги також написала вірші.
Член-кореспондент Української академії архітектури Олександр Рапопорт вважає, що автор створив «унікальну, успішну і гігантську працю… пам'ятник одному з найбільш обдарованих колег в Україні, Людині, в якій поєднувалися дар творчої особистості, Учителя і рафінованого інтелігента і в житті, і в професії. Монографія містить величезний пізнавальний матеріал — власне він істотна частина історії і розвитку архітектурної практики в Україні і не тільки».
Академік Российської академії архітектури і будівельних наук та Української академії архітектури Юрій Бочаров і архітектор Сергій Мержанов на сторінках рецензії оповідають, що автор книги зміг включити в книгу багато тієї інформації, яка до цього була відома лише вузькому колу родичів і найближчих друзів зодчого, що дозволило виданню придбати особливого відтінку. Вони також відзначають цінність того, що редактором книги виступила дочка Йосипа Юлійовича — кандидат архітектури Ірма Йосипівна Каракіс. Рецензенти відзначають, що автор опублікував багато гідних публікації матеріалів і об'єднав дві різні теми: діяльність архітектора і опис його життя як громадянина, сім'янина і вчителя. Ю. Бочаров і С. Мержанов висловлюють думку, що така концепція викликає безумовний інтерес, але водночас згадують, що через велику кількість матеріалів деколи не просто знайти відповідну ілюстрацію до текстового розділу. Деякі документи, на думку критиків, бажано було б надати в більшому масштабі. Вони відзначають, що «широко представлені в книзі архівні матеріали дозволяють розглядати її не тільки як сторінку історії архітектури радянської України, але і як найцінніше свідчення епохи в цілому, в усіх своїх проявах». Критики вважають, що книга буде цікава читачам не тільки різного віку і професій, а й різних політичних поглядів.